# Marcus Asinius Atratinus
Marcus Asinius Atratinus est un sénateur romain de la fin du Ier siècle, consul éponyme en 89 sous  le règne de l'empereur Domitien.

## Biographie
Il a peut-être pour épouse une membre de l'importante famille des Annii[réf. souhaitée], dont les membres les plus connus sous les Flaviens et les Antonins sont Appius Annius Gallus, consul suffect en 67, son fils Publius Annius Trebonius Gallus, consul éponyme en 108 et Marcus Annius Verus, triple consulaire, suffect en 97 et éponymes en 121 et 126, proche d'Hadrien, beau-père d'Antonin le Pieux et grand-père paternel de Marc Aurèle qu'il élève.
Sous Domitien, il est consul éponyme en 89 aux côtés de Titus Aurelius Fulvus,, le père du futur empereur Antonin le Pieux.